# ГАЗ-ММ

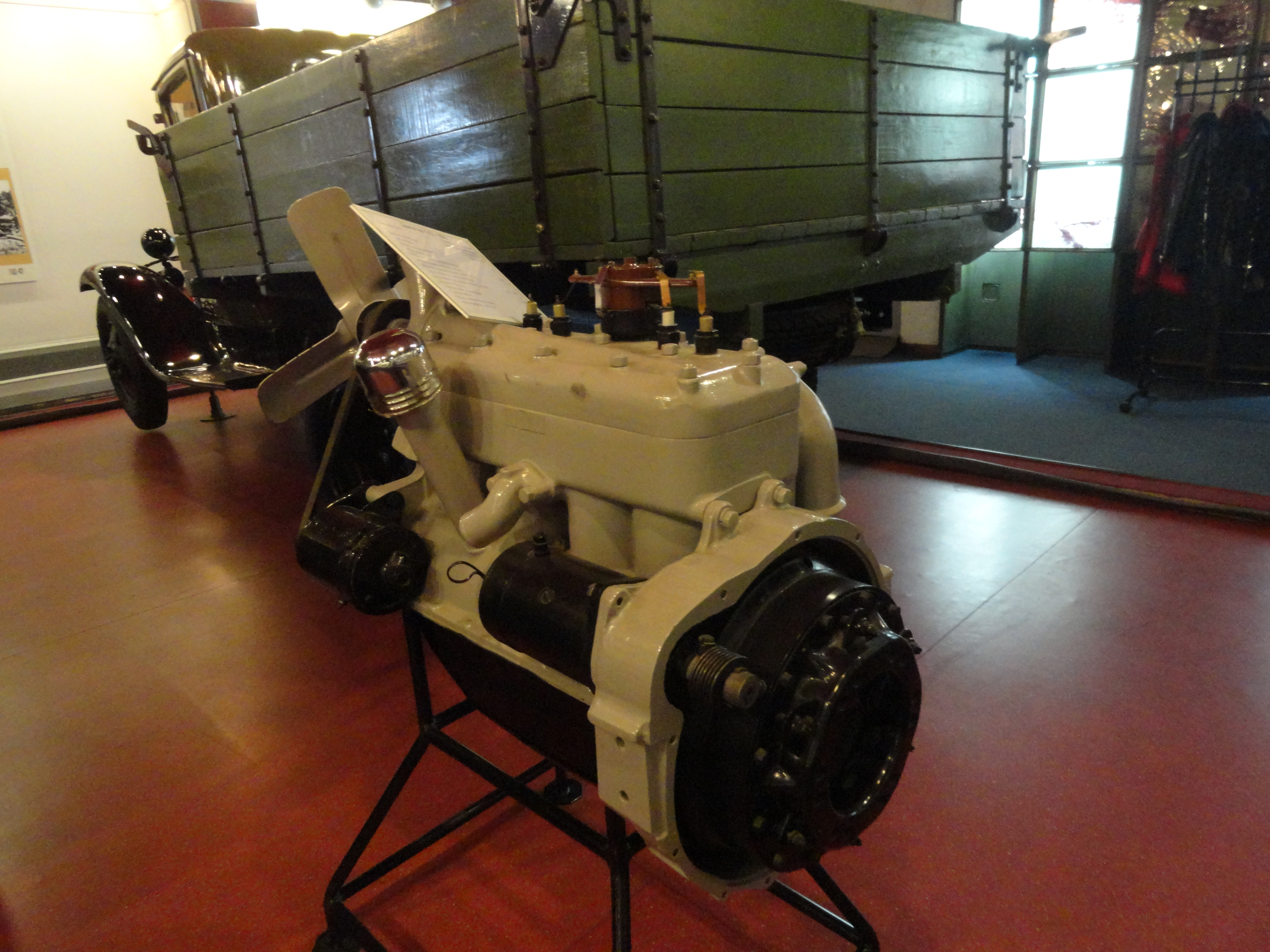
Двигатель ГАЗ-ММ из экспозиции Музея истории ОАО «ГАЗ», Нижний Новгород

ГАЗ-ММ (полуторка) — советский среднетоннажный грузовой автомобиль Горьковского автомобильного завода грузоподъёмностью 1,5 т (1500 кг), представлявший собой модернизированный вариант полуторки ГАЗ-АА, укомплектованный более мощным двигателем ГАЗ-М (50 л. с.), усиленной подвеской, новым рулевым управлением и карданным валом. Изначально ГАЗ-ММ внешних различий с моделью ГАЗ-АА не имел, но в годы Великой Отечественной войны начался выпуск упрощённой модификации ГАЗ-ММ-В, характерной угловатыми крыльями, отсутствием бампера и рядом других особенностей.
Годы выпуска ГАЗ-ММ: на Горьковском автомобильном заводе (ГАЗ) — 1938—1946, на Ульяновском автомобильном заводе (УАЗ) — 1947—1949. В 1943—1945 годах на ГАЗе выпускался упрощённый вариант полуторки — ГАЗ-ММ-В (ГАЗ-ММ-13) с различными вариантами комплектации. Внешне отличался кроме деревянно-брезентовой кабины (в 1942 году и без дверей, только с брезентовыми защитными клапанами) угловатыми крыльями, получаемыми из кровельного (или любого подходящего) железа методом простой гибки, которые сохранились и на машинах выпуска 1946—1949 годов, а также устанавливались на капитально отремонтированные машины ранних лет выпуска.
Основная часть послевоенного парка полуторок была списана в начале 1960-х годов в связи с запретом (с 1962 года) на эксплуатацию в СССР автомобилей с механическим приводом тормозов.
В общей сложности с 1932 года было выпущено около 985 000 экземпляров ГАЗ-АА, ГАЗ-ММ и их производных, в том числе в течение 1941—1945 годов — 138 600 экземпляров. К началу Великой Отечественной войны в РККА числилось 151 100 автомобилей этих моделей. Двигатель ГАЗ-ММ также использовался на БА-64, который производился до 1950-х годов и широко экспортировался в страны Восточного блока.
В 1984 году автомобилю была посвящена песня Вениамина Баснера на слова Михаила Матусовского «Грузовичок-фронтовичок», прозвучавшая в художественном фильме «Репортаж с линии огня» (реж. Леон Сааков) в исполнении Эдуарда Хиля. 
Экземпляр машины был выставлен в Музее отечественной военной истории в деревне Падиково Истринского района Московской области.

## Модификации ГАЗ-ММ
- ГАЗ-ММ — базовая модель грузовика с двигателем мощностью 50 л. с., производилась в 1938—1941 годах на Горьковском автомобильном заводе (ГАЗ)
- ГАЗ-ММ-В (ГАЗ-ММ-13) — упрощённая модификация ГАЗ-ММ военного времени (индекс ММ-В неофициальный, индекс ММ-13 применялся на фронте), различают два типа кабин ММ-В: образца 1943 года с брезентовой крышей и брезентовыми клапанами вместо дверей и образца 1944 года с деревянной облицовкой и дверями соответственно. На грузовике 1943 года крылья были выполнены путём гибки из низкосортного (кровельного) железа. Глушитель, бампера и передние тормоза отсутствовали. Фара и стеклоочиститель устанавливалась только со стороны водителя. Платформа оснащалась только задним откидываемым бортом[1]. ГАЗ-ММ-В производился до 1947 года на ГАЗе, а в 1947—1950 годах — на Ульяновском автомобильном заводе (УАЗ).
- ГАЗ-410 — самосвал на шасси ГАЗ-ММ и ГАЗ-ММ-В, грузоподъёмность 1,2 т, кузов цельнометаллический саморазгружающегося типа. Годы выпуска: 1938—1950.
- ГАЗ-42 — газогенераторная модификация, использовавшая в качестве топлива деревянные чурки. Мощность двигателя 35—38 л. с., грузоподъёмность паспортная — 1,0 т (реальная меньше, так как значительную часть укороченной платформы занимал 150—200-килограммовый запас чурок). Годы выпуска: 1938—1949.
- ГАЗ-43 — газогенераторная версия на угле. Отличалась меньшими габаритами газогенераторной установки. Выпускалась малыми партиями в 1938—1941 годах.
- ГАЗ-44 (газобаллонный) — газобаллонная версия на сжиженном нефтяном газе (СНГ). Баллоны с газом располагались под грузовой платформой. Выпущена малой партией в 1939 году.
- ГАЗ-60 — серийная полугусеничная модификация с резинометаллической гусеницей с приводом ленивца от стандартного моста. Годы выпуска: 1938—1943.
- ГАЗ-65 — модификация повышенной проходимости с гусенично-колёсным движителем с приводом от стандартных задних колёс. В 1940 году была выпущена опытно-промышленная партия, показавшая полную непригодность данной схемы для условий реальной эксплуатации автомобилей как в условиях фронта, так позже и тыла (расход топлива превышал 60 л/100 км).
- ГАЗ-03-30 — 17-местный автобус общего назначения с кузовом на деревянном каркасе с металлической обшивкой. Производился на мощностях смежника ГАЗа — ГЗА (Горьковский завод автобусов, ранее — 1-й Автосборочный завод). Годы выпуска на шасси ГАЗ-ММ: 1938—1942, на шасси ГАЗ-ММ-В — 1945—1950. Самая распространённая модель советского автобуса довоенного периода и первых послевоенных лет.
- ГАЗ-55 (М-55) — санитарный автомобиль. Для увеличения плавности хода и уменьшения тряски оснащался удлинёнными задними рессорами, и одноходными амортизаторами(аналогичными с автомобилем ГАЗ М-1). 2 амортизатора устанавливалось на передню ось и 4 на задний мост. Вместимость: 10 человек, включая четырех на носилках. Годы производства: 1938—1950. Самый массовый санитарный автомобиль Красной Армии в период ВОВ.

## Галерея

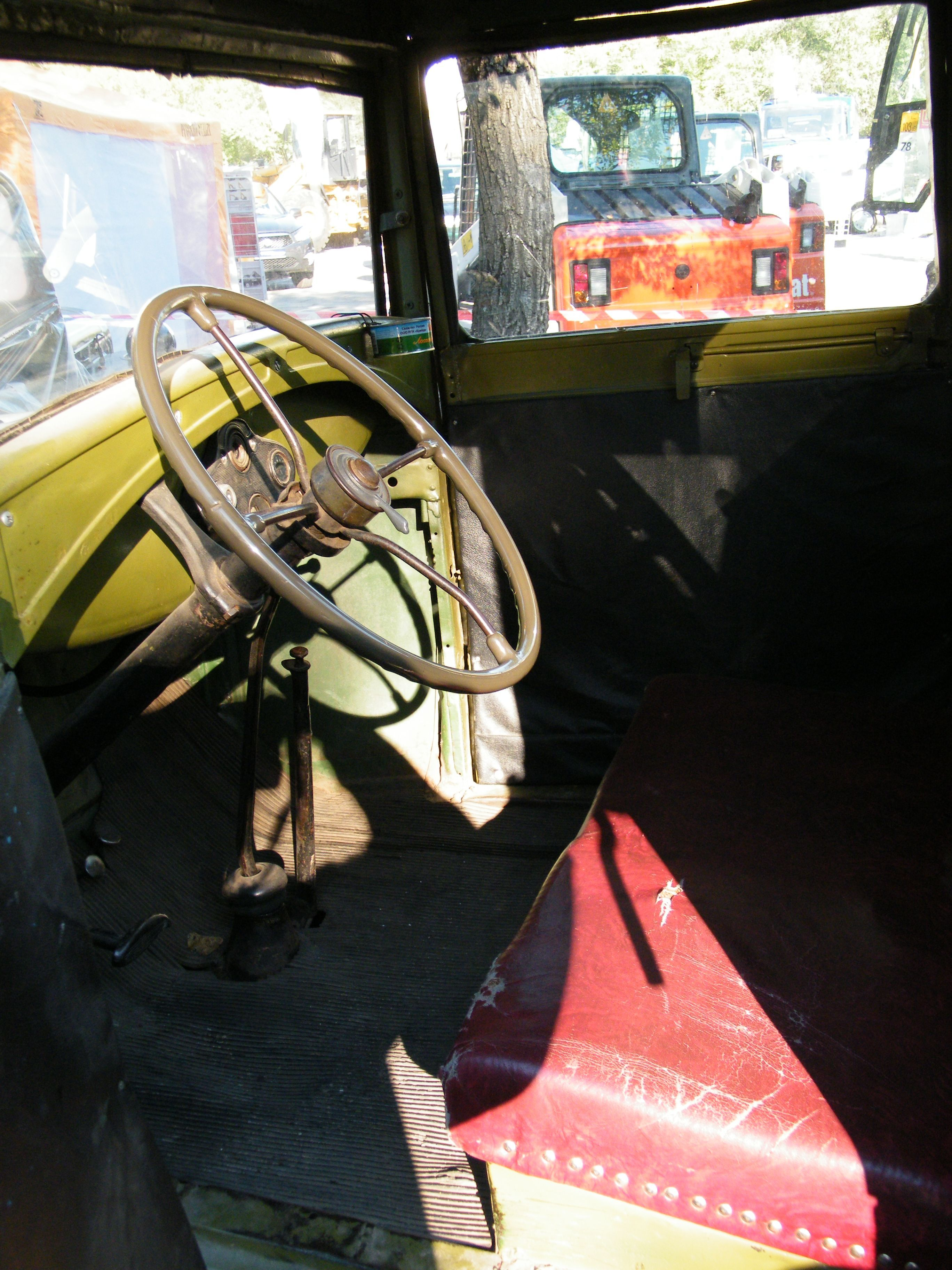
Кабина водителя
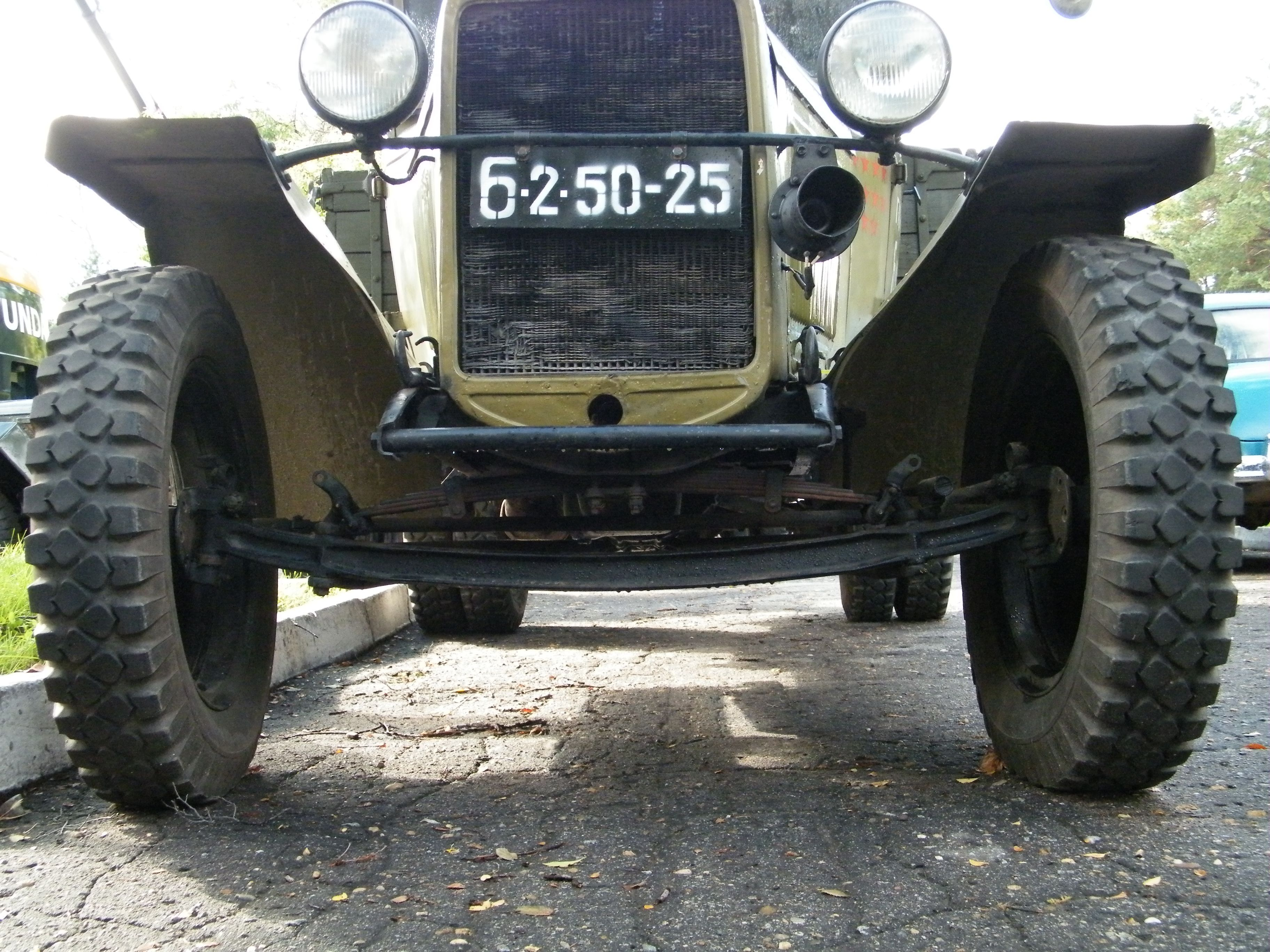
Передний мост на поперечно расположенной полуэллиптической рессоре, тормозные механизмы отсутствуют.
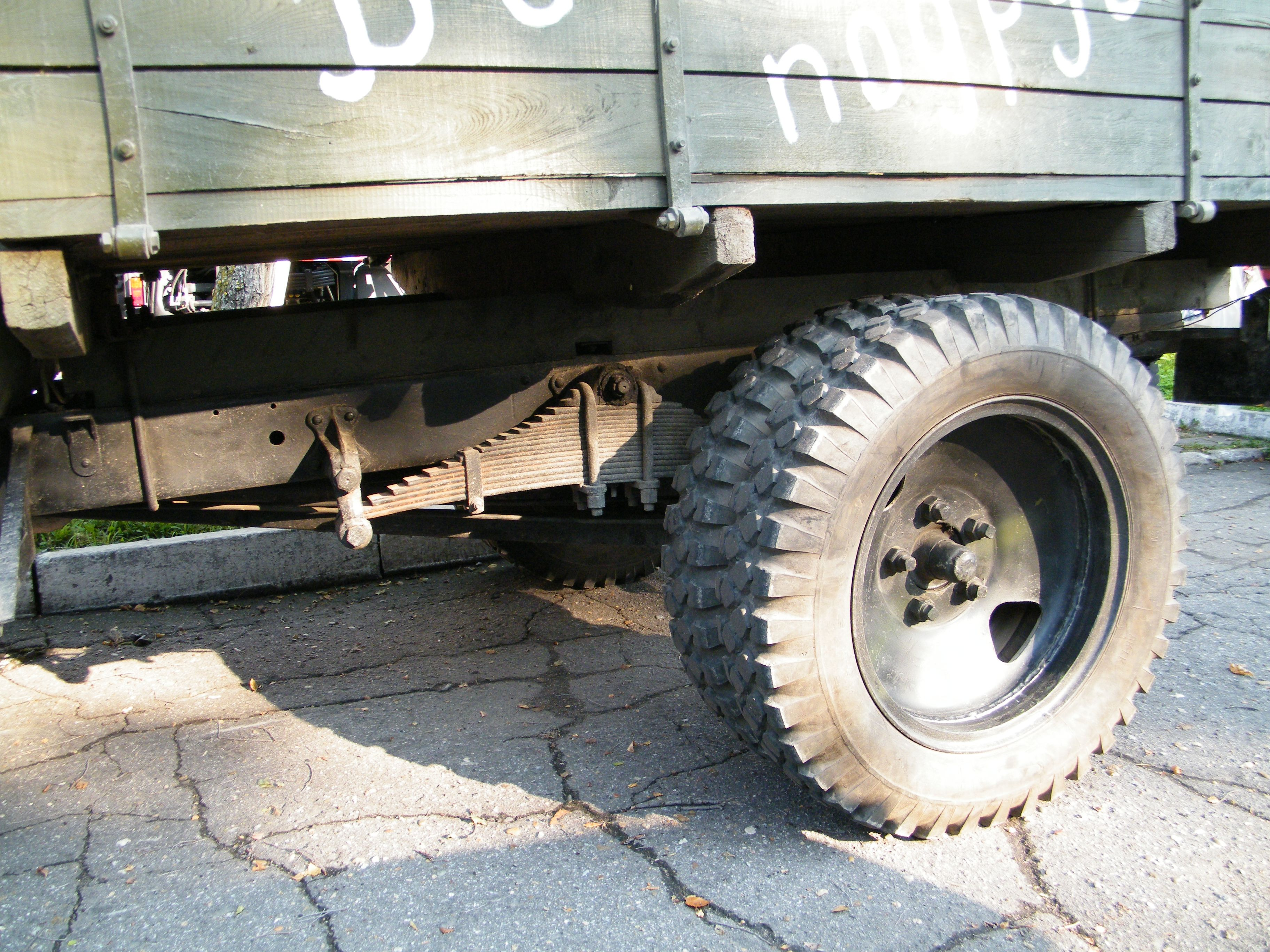
Задний мост на продольных полуэллиптических рессорах (кантилеверная подвеска).
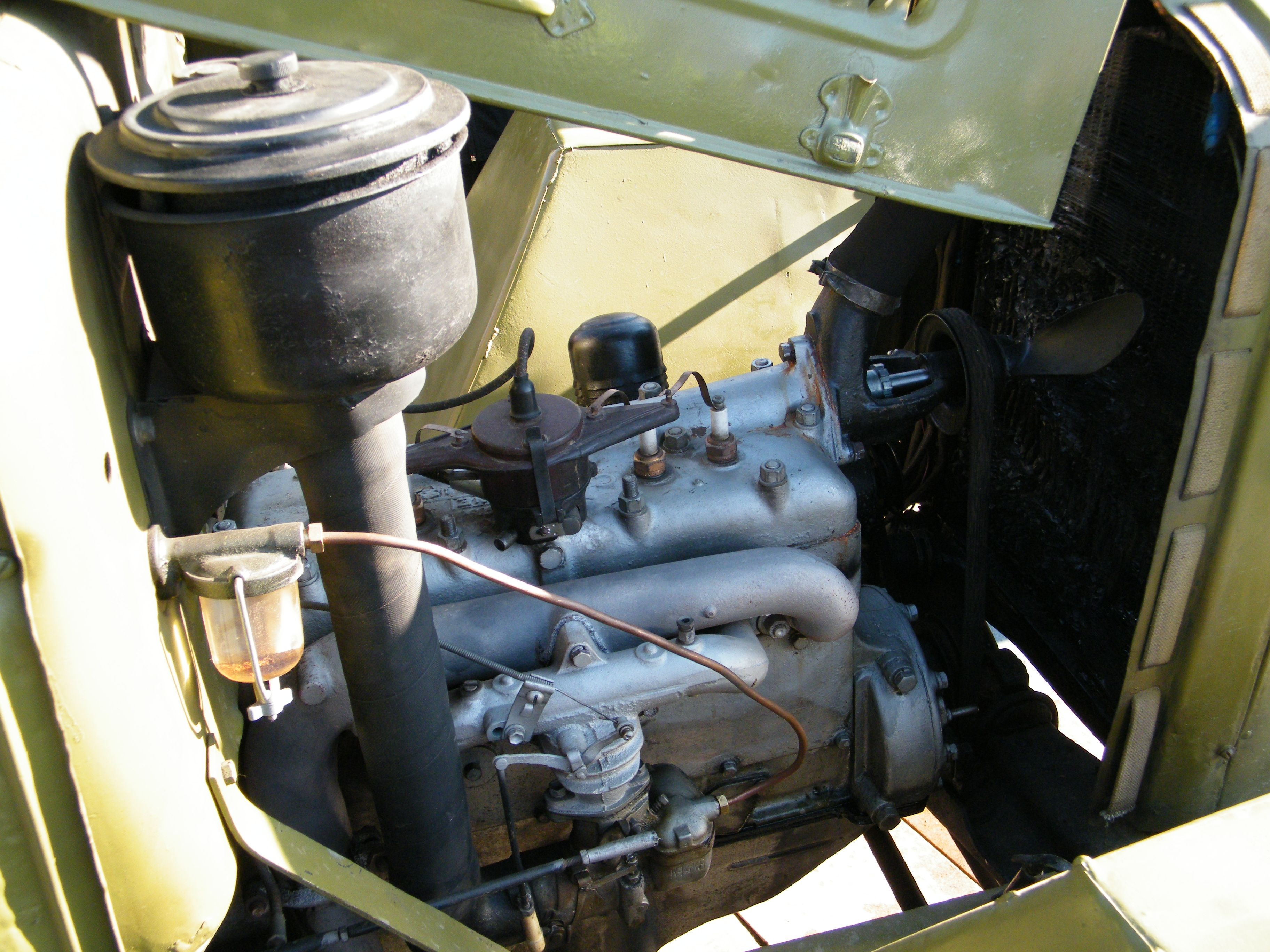
ГАЗ-ММ, двигатель, правая сторона
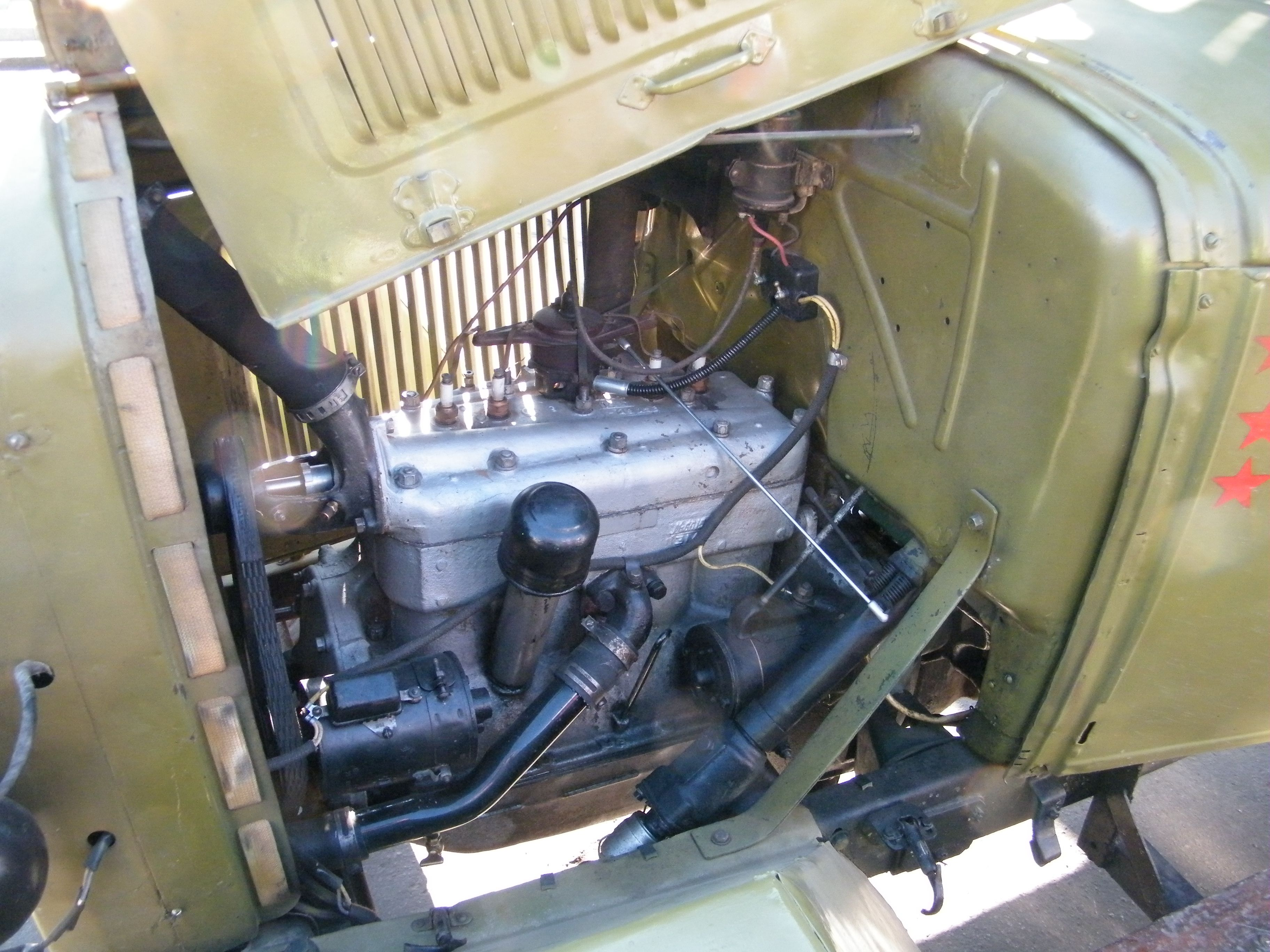
ГАЗ-ММ, двигатель, левая сторона
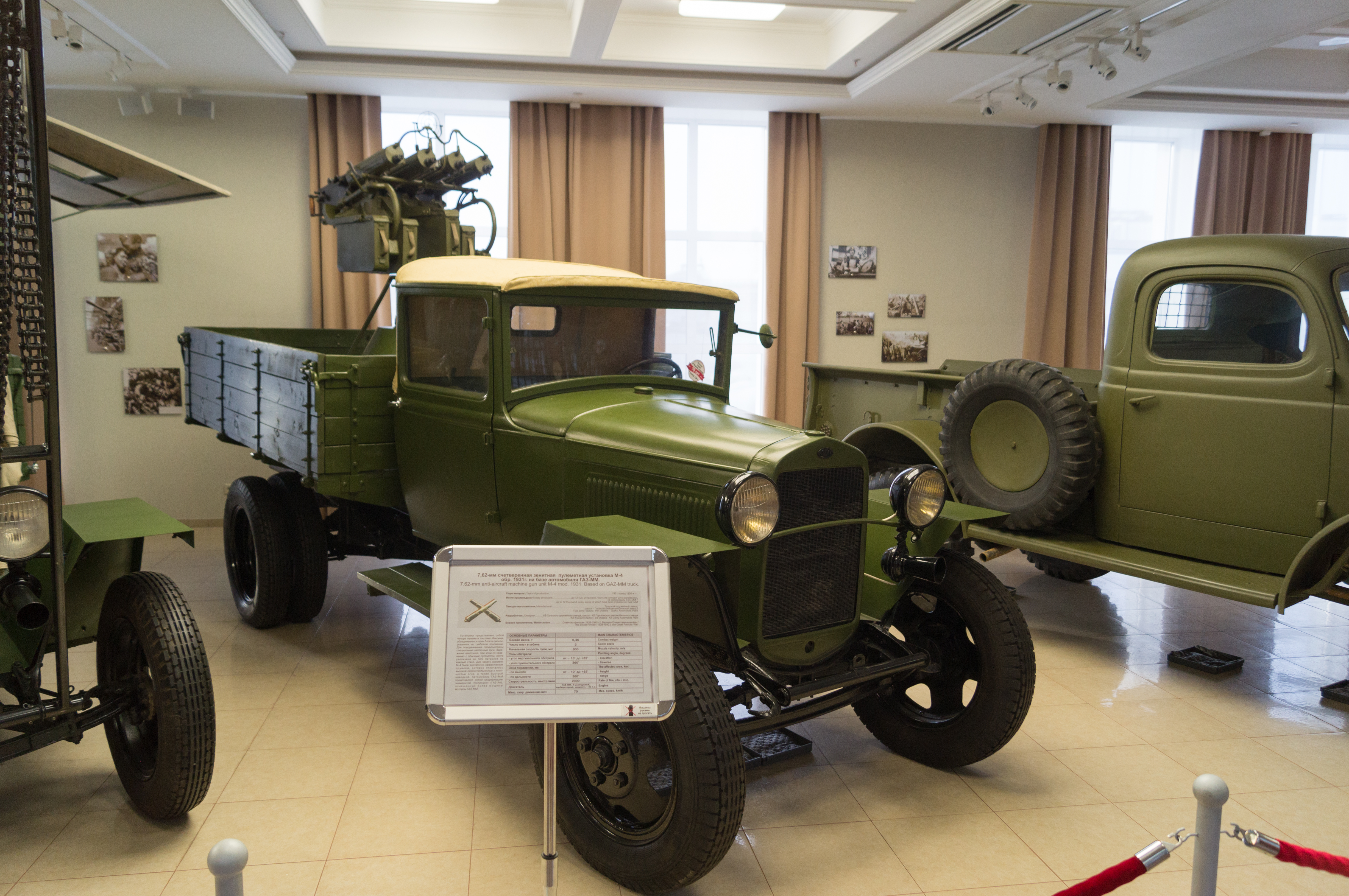
ЗПУ М4 на шасси ГАЗ-ММ в Музейном комплексе УГМК
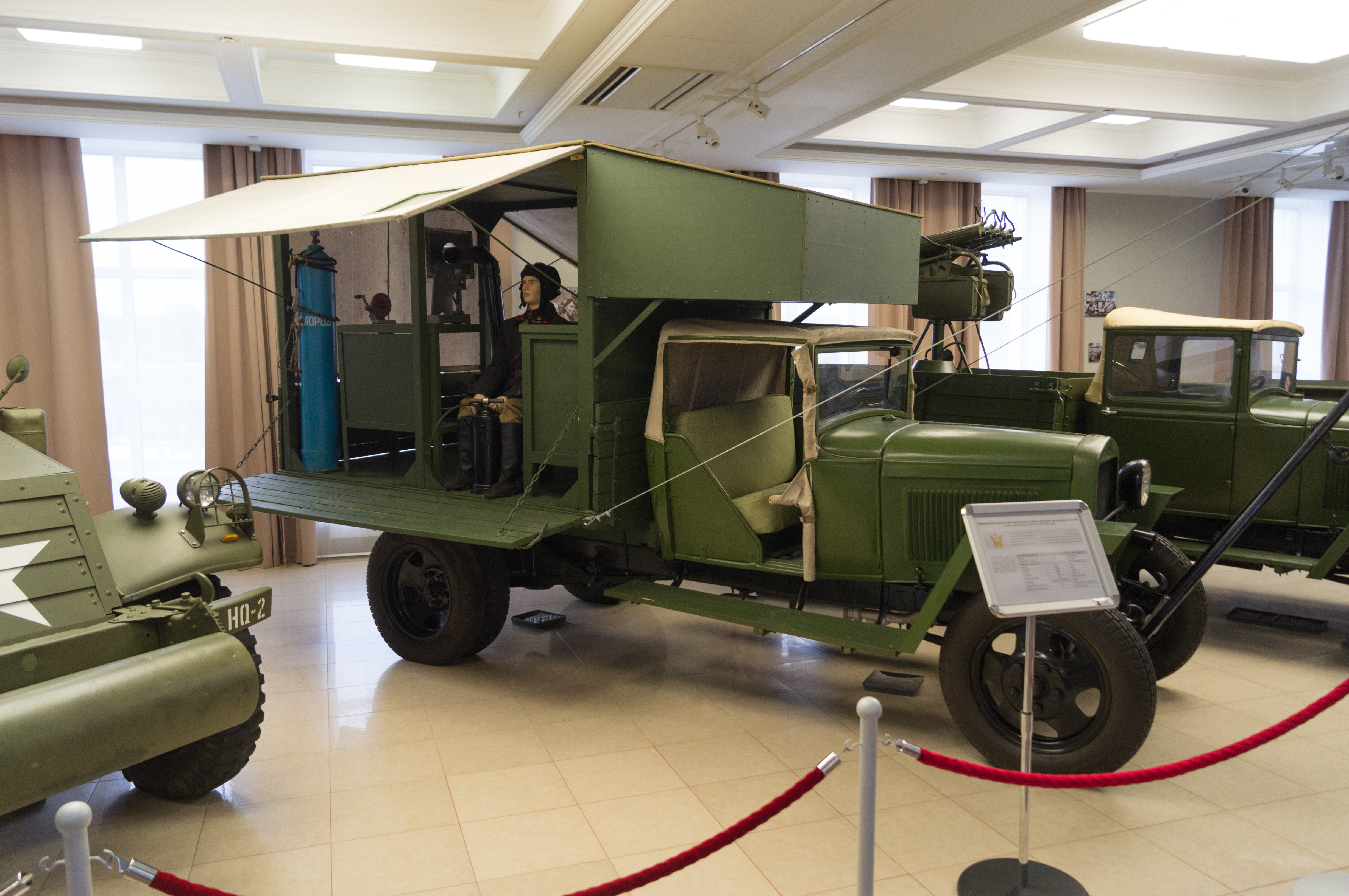
Передвижная ремонтная мастерская на шасси ГАЗ-ММ в Музейном комплексе УГМК